# Station Grzegorzów Jaworski
Station Grzegorzów Jaworski is een spoorwegstation in de Poolse plaats Grzegorzów.